# Distretto di Pacucha
Il distretto di Pacucha è un distretto del Perù nella provincia di Andahuaylas (regione di Apurímac) con 9.841 abitanti al censimento 2007 dei quali 1.142 urbani e 8.699 rurali.
È stato istituito il 21 agosto 1963.